# Dyscordaxis pygmaeus
Dyscordaxis pygmaeus är en fjärilsart som beskrevs av Lancelot A. Gozmany 1975. Dyscordaxis pygmaeus ingår i släktet Dyscordaxis och familjen Symmocidae. Inga underarter finns listade i Catalogue of Life.